# Baden-Airpark

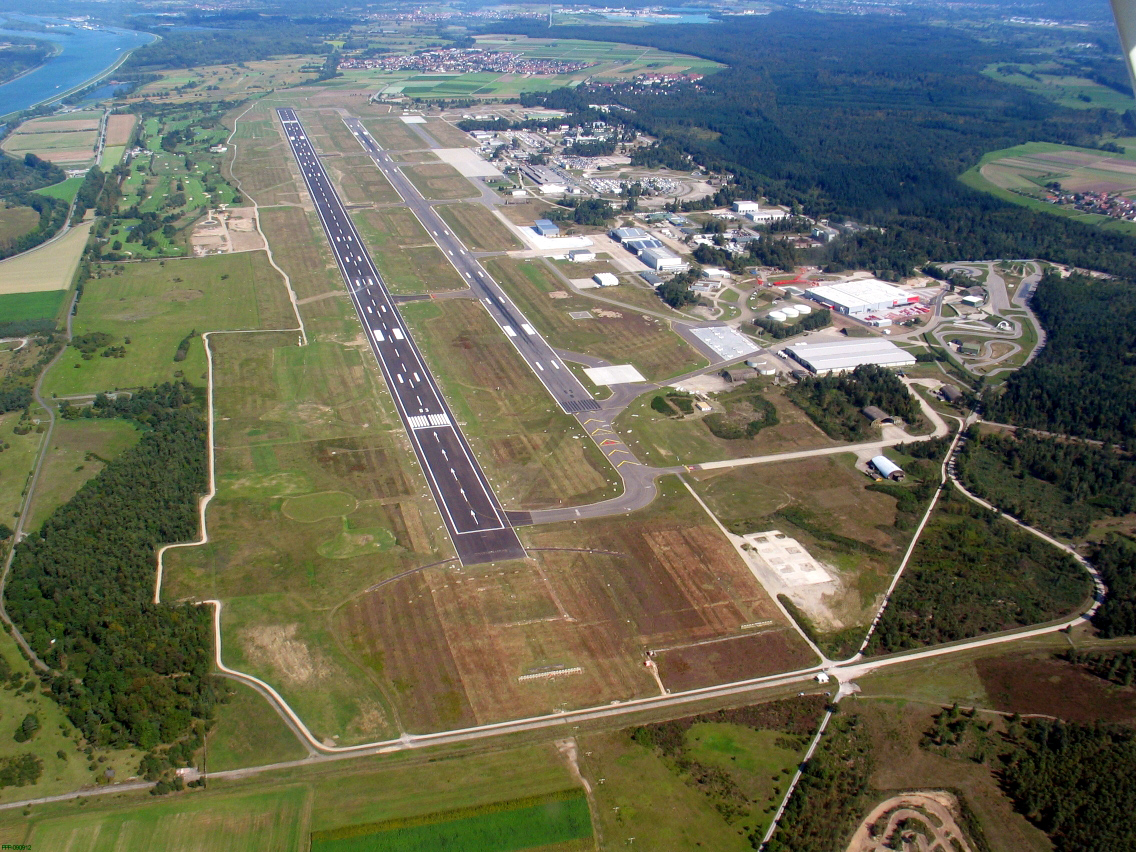
Luftaufnahme (2009)

Der Baden-Airpark ist das Konversionsgelände des ehemaligen kanadischen Militärflugplatzes CFB Baden-Soellingen, südwestlich von Rastatt und westlich von Baden-Baden in der Nähe der französischen Grenze und auf der Gemarkung von Rheinmünster gelegen.
Er besteht aus dem Flughafen Karlsruhe/Baden-Baden, einem ausgedehnten Gewerbegebiet, diversen Freizeitanlagen wie einer Eissport(Curling)-Halle, einem 18-Loch-Golfplatz sowie zwei Museen, darunter das Deutsch-Kanadische Luftwaffenmuseum e. V., das sich ausführlich mit der Geschichte der ehemaligen Canadian Air Base beschäftigt.
Die Baden-Airpark GmbH ist eine 66,7-prozentige Tochtergesellschaft der Flughafen Stuttgart GmbH, welche wiederum zu 35 % der Stadt Stuttgart und zu 65 % dem Land Baden-Württemberg gehört. Die restlichen Anteile des Baden-Airpark werden von den Umlandgemeinden und Landkreisen sowie den Städten Karlsruhe und Baden-Baden gehalten. Im Jahr 2020 waren auf dem Baden-Airpark mit dem Flughafen Karlsruhe/Baden-Baden 133 Unternehmen mit insgesamt über 2.831 Mitarbeitern angesiedelt.